# Anna Arkhipova
Anna Arkhipova (27 de julho de 1973) é uma basquetebolista profissional russa.

## Carreira
Anna Arkhipova integrou a Seleção Russa de Basquetebol Feminino, em Atenas 2004, que conquistou a medalha de bronze.